# Condado de Lassen
El condado de Lassen (en inglés: Lassen County), fundado en 1864, es uno de 58 condados del estado estadounidense de California. En el año 2008, el condado tenía una población de 34 574 habitantes y una densidad poblacional de 3.1 personas por km². La sede del condado es Susanville.

## Geografía
Según la Oficina del Censo, el condado tiene un área total de 12 224.7 km², de la cual 11 802.6 km² es tierra y 422.2 km² (3.46%) es agua.

### Condados adyacentes
- Condado de Modoc (norte)
- Condado de Washoe, Nevada (este)
- Condado de Sierra (sureste)
- Condado de Plumas (sur)
- Condado de Shasta (oeste)

### Localidades

#### Ciudades
Susanville 

#### Lugares designados por el censo
Bieber |
Clear Creek |
Herlong |
Janesville |
Johnstonville |
Litchfield |
Nubieber |
Patton Village |
Spaulding |
Westwood 

#### Áreas no incorporadas
Avila Place |
Belfast |
Big Valley |
Brockman |
Buntingville |
Calneva |
Clear Creek |
Coppervale |
Crest |
Dan Ryan Place |
Dixie |
Doyle |
Evans Place |
Hallelujah Junction |
Halls Flat |
Hayden Hill |
Herlong Junction |
Horse Lake |
Hot Springs |
Jellico |
Karlo |
Lasco |
Leavitt |
Leonard |
Little Valley |
Madeline |
Milford |
Moran |
Norvell |
Omira |
Pine Town |
Pinnio |
Plumas |
Pumpkin Center |
Ravendale |
Reno Junction |
Robbers Creek |
Sage Hen |
Scotts |
Scotty Place |
Sheepshead |
Shumway |
Spalding Tract |
Stacy |
Standish |
Stones Landing |
Termo |
The Crossing |
Viewland |
Wendel |
Westwood Junction 

## Demografía
En el censo de 2000, había 33 828 personas, 9625 hogares y 6776 familias residiendo en el condado. La densidad poblacional era de 3 personas por km². En el 2000 había 12 000 unidades habitacionales en una densidad de 1 por km². La demografía del condado era de 80.81% blancos, 8.84% afroamericanos, 3.26% amerindios, 0.74% asiáticos, 0.43% isleños del Pacífico, 3.23% de otras razas y 2.69% de dos o más razas. 13.84% de la población era de origen hispano o latino de cualquier raza.
Según la Oficina del Censo en 2000 los ingresos medios por hogar en la localidad eran de $36 310, y los ingresos medios por familia eran $43 398. Los hombres tenían unos ingresos medios de $37 333 frente a los $26 561 para las mujeres. La renta per cápita para la localidad era de $14 749. Alrededor del 14.0% de la población estaban por debajo del umbral de pobreza.

## Transporte

### Principales autopistas
- U.S. Route 395
- Ruta Estatal 36
- Ruta Estatal 44
- Ruta Estatal 139
- Ruta Estatal 299